# Mario Cuomo

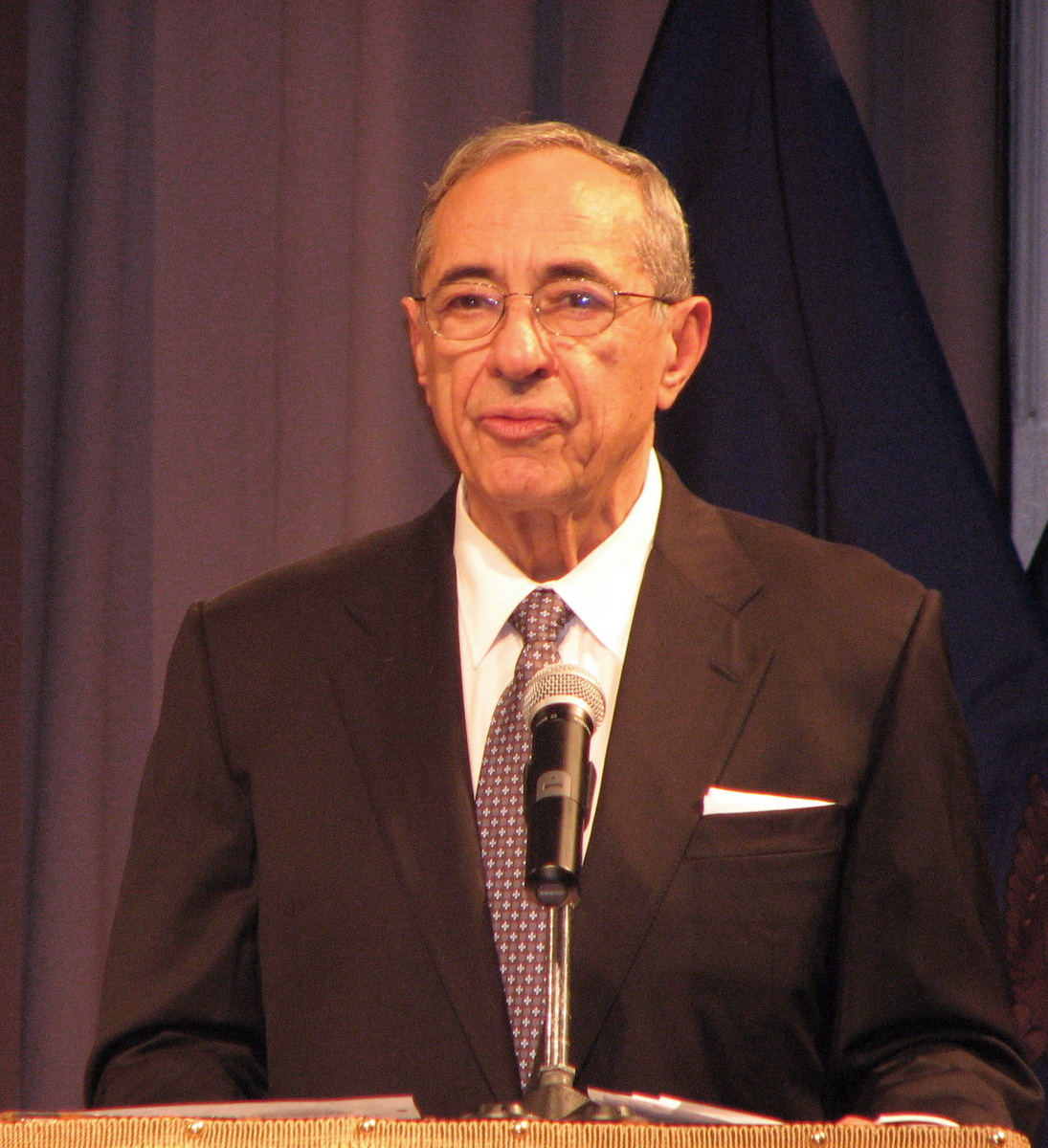
Mario Cuomo (2007)

Mario Matthew Cuomo (* 15. Juni 1932 in Queens, New York City; † 1. Januar 2015 in Manhattan, New York City) war ein US-amerikanischer Politiker der Demokratischen Partei. Er war vom 1. Januar 1983 bis zum 31. Dezember 1994 Gouverneur des Bundesstaates New York.

## Leben
Mario Cuomo, Sohn italienischer Einwanderer, studierte in seiner Heimatstadt New York an der katholischen St. John’s University, wo er 1953 den Bachelor-Grad und 1956 einen rechtswissenschaftlichen Abschluss erlangte. Anschließend war er als Rechtsanwalt tätig. Seine Ambitionen auf eine Karriere als Baseball-Profi gab er nach einer Verletzung auf. Cuomo und seine Ehefrau Matilda Cuomo bekamen fünf Kinder (drei Töchter und zwei Söhne). Auch der älteste Sohn Andrew hat eine politische Laufbahn eingeschlagen; er war Wohnungsbauminister unter Präsident Bill Clinton und Attorney General des Staates New York. Zwischen 2011 und 2021 war Andrew Cuomo ebenfalls Gouverneur von New York. Der jüngere Sohn Chris ist Journalist und bekannt als Moderator der ABC-Sendung Good Morning America und der CNN Nachrichtensendung Cuomo Prime Time.
Mario Cuomo gehörte der römisch-katholischen Kirche an. Er starb am 1. Januar 2015 in seinem Zuhause im New Yorker Stadtteil Manhattan an Herzversagen im Alter von 82 Jahren, nur wenige Stunden nachdem sein Sohn Andrew seine zweite Amtszeit als Gouverneur des Staates New York angetreten hatte.

## Politische Laufbahn

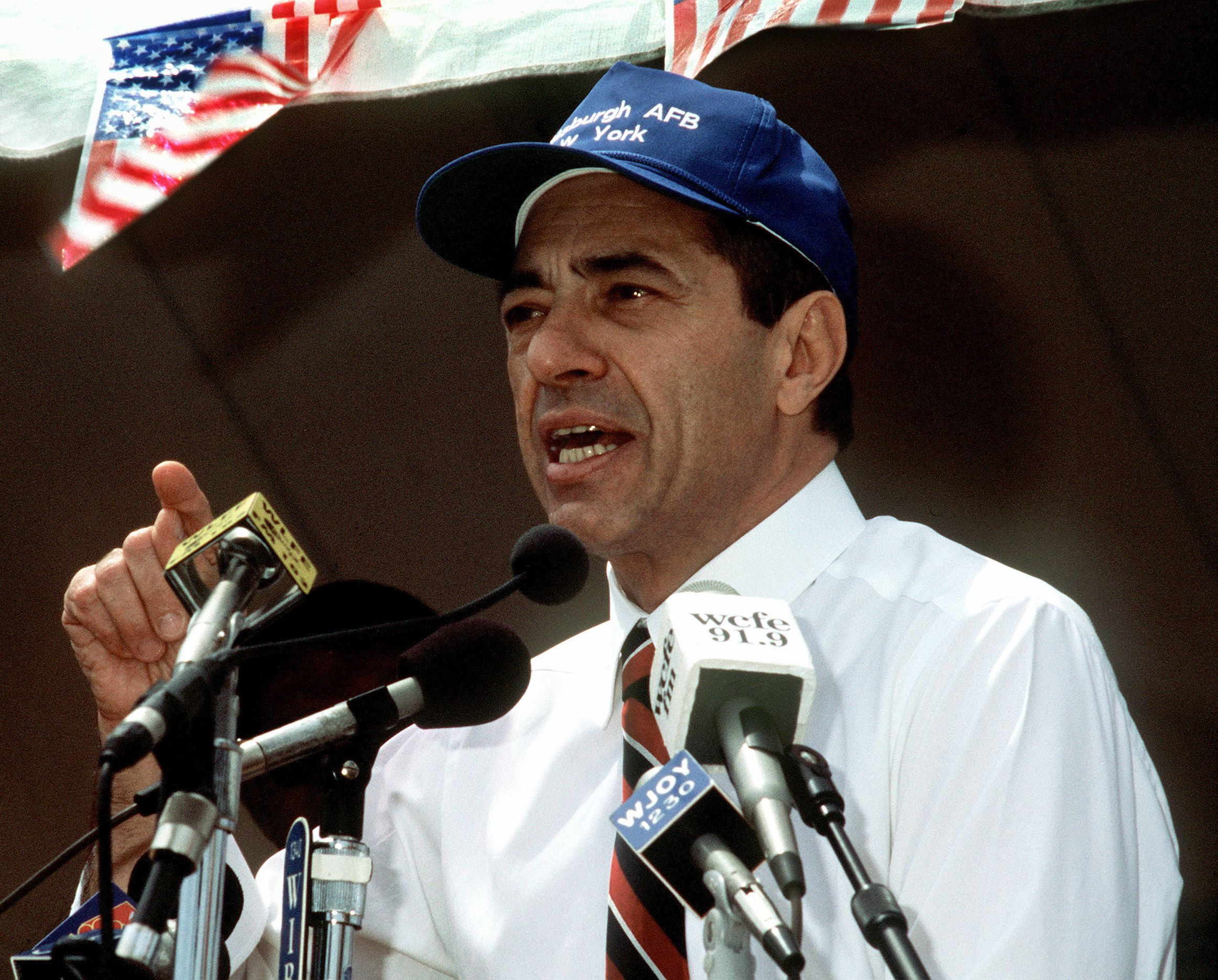
Gouverneur Mario Cuomo bei einer Kundgebung gegen die Schließung einer Luftwaffenbasis (1991)

Cuomo bewarb sich erstmals 1974 um ein politisches Amt, als er für den Posten des Vizegouverneurs des Staates New York kandidierte, aber bereits in der Vorwahl der Demokraten unterlag. 1975 ernannte ihn Gouverneur Hugh Carey zum Secretary of State von New York. 1977 kandidierte Cuomo für das Amt des Bürgermeisters von New York City, verlor jedoch zweimal gegen Ed Koch; zunächst in der Vorwahl der Demokraten, dann bei der eigentlichen Bürgermeisterwahl, bei der er als Kandidat der Liberal Party antrat. 1978 wurde er zum stellvertretenden Gouverneur des Staates New York gewählt, 1982 zum Gouverneur, nachdem er diesmal seinen alten Rivalen Koch in der Vorwahl der Demokraten bezwungen hatte. Bei den Wahlen 1986 und 1990 wurde er jeweils im Amt bestätigt. 1994 unterlag Cuomo dem damals relativ unbekannten Republikaner George Pataki, obwohl er sogar von New Yorks republikanischem Bürgermeister Rudy Giuliani unterstützt wurde.
Nationale Aufmerksamkeit erlangte Cuomo 1984, als er auf der Democratic National Convention in San Francisco die Grundsatzrede (keynote address) hielt. Darin stellte er der optimistischen, auf die Bibel zurückgehenden Vision Ronald Reagans von Amerika als einer shining city upon a hill die negativen Seiten der Realität entgegen und bezeichnete das mit einer Anspielung auf Charles Dickens als A Tale of Two Cities. Seither galt er als eine der größten rednerischen Begabungen in der US-Politik. Vor den Wahlen 1988 und 1992 wurde Cuomo als aussichtsreicher Anwärter auf die Präsidentschaftskandidatur der Demokraten gehandelt, entschied sich jedoch beide Male gegen eine Bewerbung. Auf der Democratic National Convention 1992 in New York hielt er die Nominierungsrede für den Präsidentschaftskandidaten Bill Clinton.

## Politische Positionen
Mario Cuomo galt als „liberal“ (etwa: linksliberal) im Sinne der amerikanischen Verwendung des Begriffs; er selbst bezeichnete sich als progressiven Pragmatiker. Er war ein entschiedener Gegner der Todesstrafe und verhinderte während seiner Zeit als Gouverneur durch Vetos mehrfach ihre Wiedereinführung in New York. In der Frage von Schwangerschaftsabbrüchen trat Cuomo für die Wahlfreiheit von Frauen ein (Pro-Choice), obwohl er persönlich aus religiösen Gründen Abtreibungen ablehnte.